# Comanche (bande dessinée)
Pour les articles homonymes, voir Comanche.
Comanche est une série de bande dessinée créée par Greg (scénario) et Hermann (dessin) pour le Journal de Tintin en décembre 1969. Elle est publiée en album aux éditions du Lombard à partir de 1972.
Après l'abandon de la série par Hermann, qui désire se consacrer à sa série Jeremiah, le dessin est repris par Michel Rouge à partir du tome 11. Le scénario du tome 15, dernier de la série, est complété par Rodolphe à la suite du décès de Greg.

## Auteurs
- Scénario : Greg (tomes 1 à 14 et début du tome 15), Rodolphe (fin du tome 15)
- Dessin : Hermann (tomes 1 à 10), Michel Rouge (tomes 11 à 15)
- Couleurs :

## Synopsis
Comanche est une jeune propriétaire terrienne du Wyoming. Avec le vieux Ten Gallons, elle fait péniblement survivre le ranch 666 que lui a légué son père. Un jour, venu de nulle part, surgit un certain Red Dust. Subjuguée par la force tranquille de cet inconnu, Comanche lui confie le poste de contremaître. Pour affronter l'adversité et les convoitises, celui-ci recrute des associés. Leur véritable personnalité se précisera au fil des épisodes mouvementés de ce western qui se déroule au XIXe siècle.

## Les personnages
- Comanche : jeune femme déterminée, dont le vrai nom est Verna Fremont (tome 12, page 5), propriétaire du ranch 666 (Triple-Six). Elle s'embourgeoise au fil de la série, représentant par là même la civilisation en marche.
- Red Dust : cow-boy solitaire, devenu contremaître du 666. Redoutable pistolero avec un passé trouble au début de la série, il perd peu à peu ce statut de virtuose de la gâchette.
- Clem Ryan dit « Tenderfoot » ou « Cheveux Fous » : jeune cow-boy impulsif, il agit d’abord et réfléchit après. Lui aussi, au fil de la série, rentre dans le rang et devient un des cadres du 666.
- Toby dit « Face Sombre » : ancien esclave, employé au 666, c’est le meilleur ami de Clem. C'est l'alter ego de Red Dust au sein du ranch 666 ; il endossera d'ailleurs le rôle de contremaître au départ de celui-ci.
- Tache de Lune : jeune guerrier Cheyenne, recueilli au 666 par Dust. Combattant robuste, agile et taciturne, il se réfugie chez les "hommes blancs" pour ne pas avoir à choisir son camp dans la lutte qui oppose ses deux frères pour la succession de Trois-Bâtons, le chef de la tribu, et conservera une indéfectible loyauté envers Dust et Comanche par la suite.
- Ten Gallons : ce vieux bougon se rapproche le plus d'un père pour Comanche. Contremaître "honorifique" du 666.
- Wallace : au retour de Dust à Greenstone Falls, il occupe le poste de shérif. Il sera à l'origine de la rédemption de Red Dust, et leurs relations s'apparenteront souvent à celle d'un père et d'un fils.
- Doc Wetchin : vétérinaire alcoolique de Greenstone Falls, il est impliqué dans plusieurs coups tordus, cherchant à nuire au ranch 666. Il quittera ensuite la ville avec une autre grande crapule de la série, Russ Dobbs.
- Russ Dobbs : chef du clan des frères Dobbs, il représente le mal absolu. Présent dans seulement deux albums, il joue néanmoins un rôle prépondérant dans le destin de Red Dust, et donc dans l'évolution de la série.
- Sid Bullock, Matt Connors, la Comtesse, Bombardier Cavendish : respectivement cocher, forgeron, tenancière de saloon et artiste de foire, ils partagent, outre leur amitié pour Dust, une certaine gouaille et un physique... généreux. Des personnages secondaires qui contribuent à faire de Comanche une série attachante.
- Palomino dit Pal : cheval de Red Dust, cet étalon était fait pour rencontrer "le meilleur cavalier", aux dires de Ten Gallons, qui l'a capturé.

## Albums
1. Red Dust, 1972
2. Les Guerriers du désespoir, 1973  (ISBN 2-8036-0216-4)
3. Les Loups du Wyoming, 1974
4. Le ciel est rouge sur Laramie, 1975
5. Le Désert sans lumière, 1976
6. Furie rebelle, 1976
7. Le Doigt du diable, 1977
8. Les Sheriffs, 1980
9. Et le diable hurla de joie…, 1981  (ISBN 2-8036-0223-7)
10. Le Corps d'Algernon Brown, 1983  (ISBN 2-8036-0409-4)
11. Les Fauves, 1990  (ISBN 2-205-03900-8)
12. Le Dollar à trois faces, 1992  (ISBN 2-205-03985-7)
13. Le Carnaval sauvage, 1995  (ISBN 2-205-04126-6)
14. Les Cavaliers du rio perdu, 1997  (ISBN 2-205-04409-5)
15. Red Dust Express, 2002  (ISBN 2-205-04650-0)[1]

- Hors-série : Red Dust - Kentucky - Ten Gallons, 1993
- Hors-série : Le Prisonnier, 1998  (ISBN 2-912919-00-2)
- Intégrale : The Whole Story (tomes 1 à 10 et récits inédits, en trois volumes sous coffret), 1995
- Intégrale des tomes 1 à 15 en trois volumes, 2004-2019

## Publication

### Périodiques
- Le Journal de Tintin

### Éditeurs
- Éditions du Lombard (Belgique) et Dargaud (France) : tomes 1 à 8 (première édition des tomes 1 à 8)
- Le Lombard : tomes 1 à 10 (première édition des tomes 9 et 10)
- Dargaud : tomes 11 à 15 (première édition des tomes 11 à 15)
- Gibraltar : premier hors-série
- Ligne d’ombre : deuxième hors-série (réédité par ERKO)